# Coelorinchus trachycarus
Coelorinchus trachycarus és una espècie de peix de la família dels macrúrids i de l'ordre dels gadiformes.

## Morfologia
- Els mascles poden assolir 50,8 cm de llargària total.[5][6]

## Hàbitat
És un peix d'aigües profundes que viu entre 622-1350 m de fondària.

## Distribució geogràfica
Es troba al sud d'Austràlia (des d'Austràlia Occidental fins a Tasmània i Victòria), el sud de Nova Caledònia i Nova Zelanda.